# Ectendomycorhize

Parties endomycorhizienne à gauche et ectomycorhizienne à droite dans la symbiose entre une orchidée et un champignon.

Une ectendomycorhize (ectendo venant de grec ancien : ἐκτὸς (ektos, « en dehors ») qui donne aussi ecto-, et de ἔνδον (éndon, « dedans »), qui donne endo-) est un type de mycorhize possédant à la fois des ectomycorhizes, où les hyphes forment un manteau (ou manchon) fongique autour de la racine et des endomycorhizes, avec le développement d'haustoriums endocellulaires, pénétrant dans les cellules corticales.
On trouve notamment ce type de mycorhize, comme mycobionte au sein d'une symbiose entre des champignons (Fungi) et des plantes de la famille des orchidées et des Ericales. Des ectendomycorhizes se rencontrent également chez les conifères, principalement du genre Pinus et Larix, formés avec un petit groupe d'Ascomycètes mycorhiziens.
Les ectendomycorhizes peuvent être importantes pour la revégétalisation de sites perturbés et pour l'établissement de semis de conifères dans les situations postérieures à des incendies.